# Stabiae

Stabiae şi alte oraşe afectate de erupţia vulcanului Vezuviu. Norul negru reprezintă distribuția generală a cenușei și a zgurei. Linia coastei este cea din ziua de azi.

Stabiae a fost un oraș în Roma Antică, aflat aproape de actualul oraș Castellammare di Stabia la circa 4,5 km sud-vest de Pompeii. 

## Descriere
El era poziționat pe un deal de 50 m cu vedere spre Golful Napoli. Aflat la doar 16 kilometri de Vezuviu, acest oraș de coastă a fost distrus fiind îngropat sub doi metri de cenușă vulcanică în anul 79 e.n.
Inițial un mic port, până în secolul al VI-lea î.e.n. Stabiae ajunsese să fie eclipsat de mai marele port Pompeii. Orașul a fost distrus de Lucius Cornelius Sulla la 30 aprilie 89 î.e.n. în timpul Războiul Social, o revoltă a mai multor aliați ai Romei din zonă. Scriitorul și amiralul roman Plinius cel Bătrân scria că orașul a fost reconstruit și a devenit o stațiune populară între romanii înstăriți. Tot el descria orașul ca fiind format din kilometri întregi de vile de lux construite pe marginea stâncilor, toate cu vedere panoramică spre golf.
Conform relatării nepotului său, Plinius cel Bătrân se afla pe cealaltă parte a golfului, la Misenum, când a început erupția. El a călătorit cu galera peste golf, în parte pentru a observa erupția mai de aproape, și în parte pentru a salva oameni de pe coasta de lângă vulcan.
Plinius a murit la Stabiae a doua zi, probabil când a sosit al șaselea și cel mai mare val piroclastic al erupției, determinat de prăbușirea coloanei eruptive.

## Ruine arheologice

### Istorie

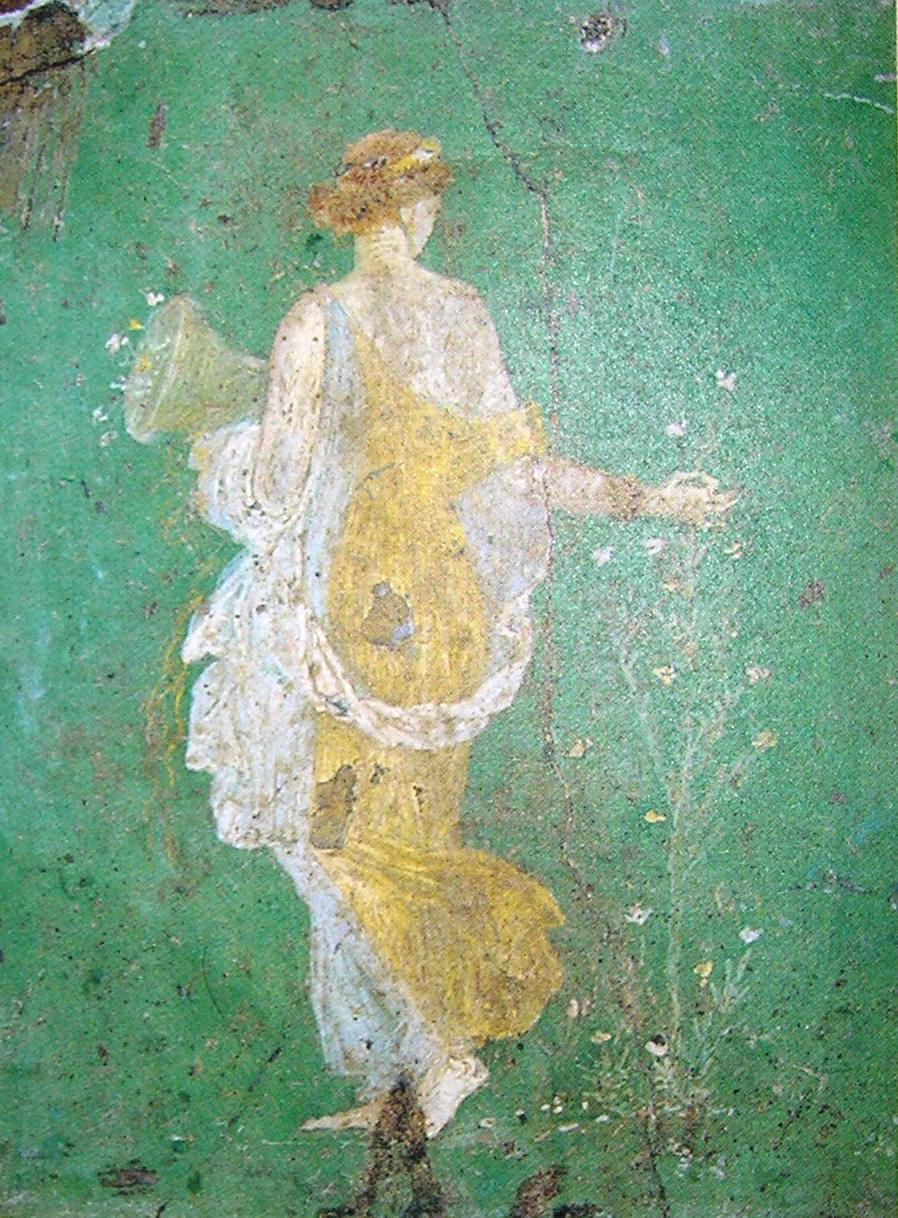
Primavera di Stabiae

Rămășițele arheologice ale orașului Stabiae au fost descoperite în 1749 de către Cavaliere Rocco de Alcubierre, un inginer care lucra pentru regele Carol al VII-lea al Neapolelui. Aceste ruine au fost parțial dezgropate de către Alcubierre cu ajutorul lui Karl Weber între 1749–1782. Ruinele dezgropate au fost însă reîngropate și locul lor a fost uitat până în 1950, când au fost redescoperite de un director de liceu. Situl a fost declarat zonă arheologică protejată în 1957, iar până în 1962 multe dintre ruine au fost redezgropate. Au fost descoperite și resturile unei așezări oscane (oppidum) și orașul roman ulterior.
Cel mai celebru dintre obiectele găsite la Stabiae sunt vilele care provin din perioada dintre distrugerea orașului de către Sulla în 89 î.e.n. și erupția Vezuviului în 79 e.n. Stabiae a devenit o stațiune în această perioadă și era căutată pentru priveliștea către Golful Napoli și către munții din jur. Stabiae a devenit celebru și pentru calitatea apei sale de izvor, despre care se credea că are proprietăți medicinale. Poziția ideală și calitățile acestei zone au făcut ca romanii bogați să-și construiască vile luxoase pe creasta cu vedere spre golf. Aceste vile, descrise mai jos, reprezintă unele dintre cele mai complete rămășițe arhitecturale și artistice ale unor vile romane. În 2004, o colaborare italo-americană între Superintendența de Arheologie din Pompei, regiunea Campania și Universitatea Maryland a dus la formarea unei entități arheologice non-profit, denumită Fundația Restaurării Stabiaei Antice (RAS). Scopul principal al fundației a fost excavarea, restaurarea și construirea unui parc arheologic pe locul orașului antic, un complex de 7–8 vile romane conform unor studii geofizice recente ale Universității Birmingham.
Din Stabiae provin un mare număr de artefacte păstrate în Muzeul Național Arheologic Napoli.

### Așezarea preromană
Înaintea vilelor, în regiunea Stabiae a existat o așezare oscană. În 1957, s-au descoperit trei sute de morminte din secolele al VII-lea–al III-lea î.e.n. într-o necropolă asociată orașului. În aceste morminte s-au găsit multe bucăți de vase ce reprezintă dovezi arheologice ce dau informații despre perioada oscană. Se pare că samniții au preluat orașul oscan în secolul al V-lea î.e.n..

### Vilele
Printre numeroasele vile găsite la Stabiae, cele mai celebre sunt Villa San Marco, Villa Del Pastore și Villa Arianna. Printre alte vile se numără Villa Carmiano, Villa del Petraro și Villa Capella di San Marco.

#### Villa San Marco

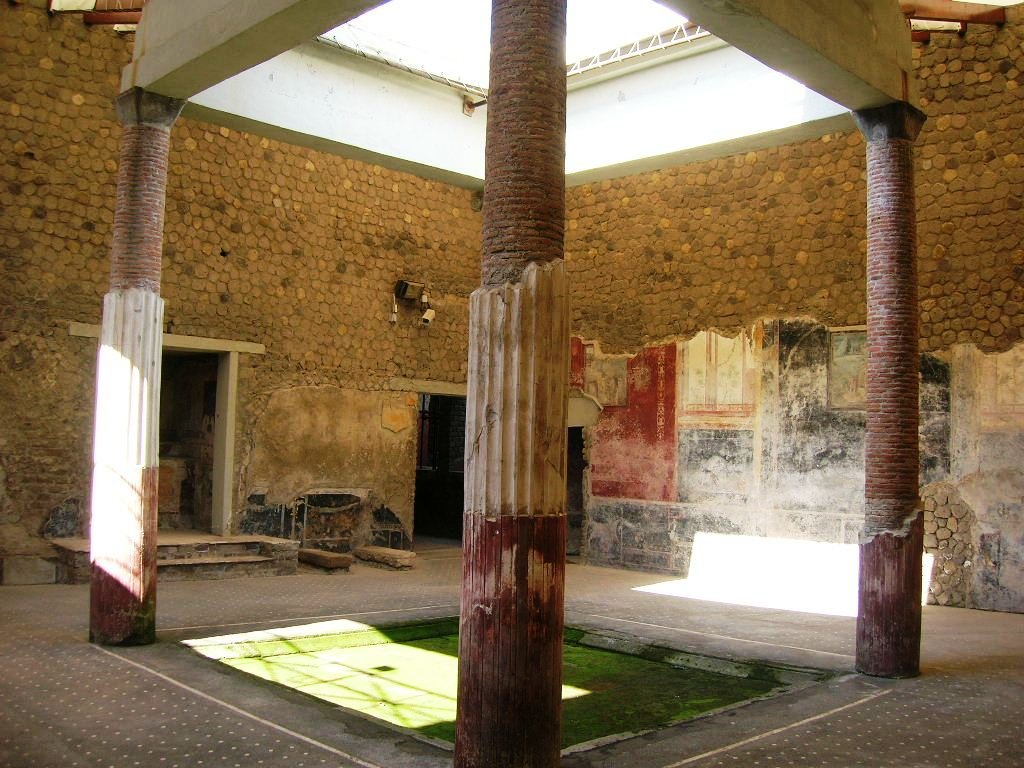
Villa San Marco

Această vilă, care își trage numele de la o capelă aflată în apropierea sa în secolul al XVIII-lea, a fost prima explorată în cursul săpăturilor din perioada Bourbonilor între 1749 și 1754. Documentarea grafică și textuală a studiilor perioadei a fost publicată în 1881 de M. Ruggiero M. în cartea Degli Scavi di Stabiae dal 1749 al 1782 („Despre săpăturile din Stabiae de la 1749 până la 1782”). Vila a fost reîngropată după ce s-a scos mobila și cele mai bine păstrate fresce. Săpăturile s-au reluat în 1950 de către Libero d’Orsi și O. Elia de la Superintendența Arheologică.
Este una dintre cele mai mari vile descoperite vreodată în Campania, având peste 11.000 de metri pătrați, are im atriu, o curte cu piscină, un triclinium cu vedere spre golf și o curte cu colonade. Există și alte camere mici, o bucătărie și două grădini interioare. Vila San Marco are un complex de băi format dintr-un calidarium, tepidarium și un frigidarium. Vila aceasta a furnizat fresce, sculpturi, mozaicuri și elemente arhitecturale ce prezintă stilurile și tematica comparabile cu cele găsite la Pompeii și Herculaneum.

#### Villa Del Pastore

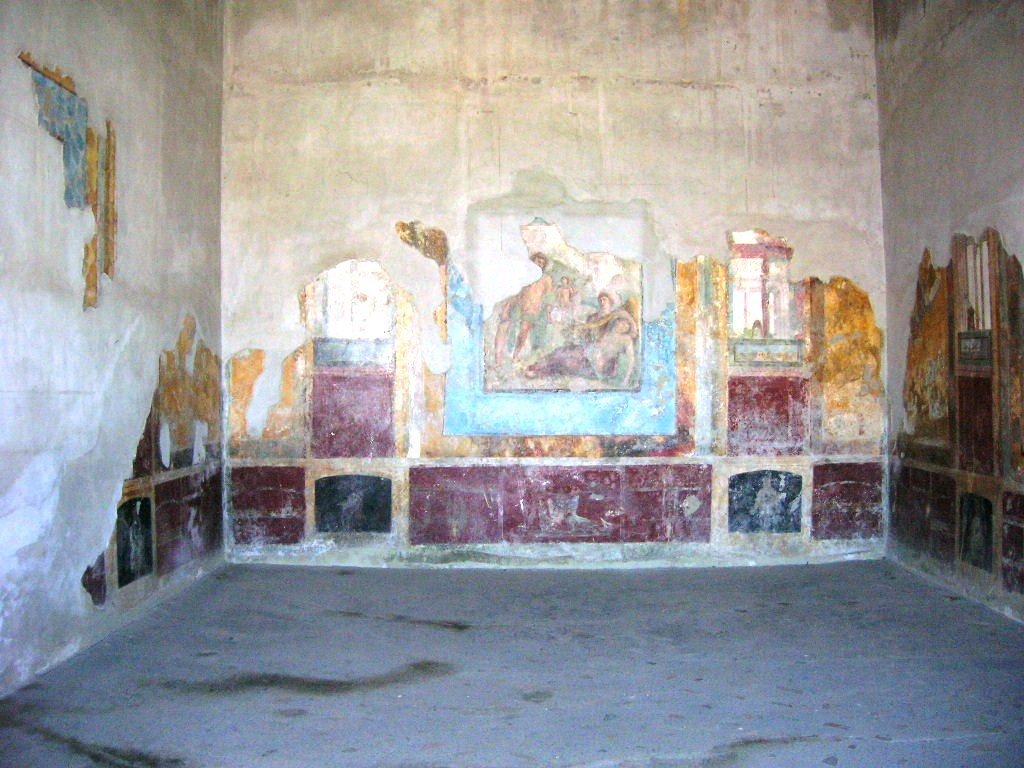
Villa Arianna

Numele italian se traduce în Vila Păstorului. Această vilă își trage numele de la o mică statuie a unui păstor descoperită acolo. Ea este mai mare decât Villa San Marco, având 19.000 de metri pătrați. Vila a fost redescoperită în 1967 și conține multe camere, băi mari și grădini luxoase. Îi lipsesc camere domestice, sugerând că nu ar fi fost o locuință. O ipoteză este aceea că este un valetudinarium (centru balnear) în care probabil puteau veni oameni să profite de celebrele ape de izvor din Stabiae. Ea nu a fost complet explorată.

#### Villa Arianna
Este denumită după o frescă ce îl reprezintă pe Dionis salvând-o pe Ariadna de pe o insulă pustie.  Această vilă este celebră în principal pentru frescele sale, dintre care multe descriu ființe ușoare și înaripate. Vila a crescut de-a lungul a 150 de ani. Are una dintre cele mai mari curți dintre toate vilele romane; măsoară două stadii lungime. O altă trăsătură a Villei Arianna este sistemul său de tuneluri prin care este legată de malul mării, care se afla probabil la doar 100–200 m distanță de poalele dealului pe vremea romanilor. Linia țărmului s-a modificat între timp, situl arheologic apărând acum mult mai în interiorul continentului decât era în antichitate.